# Giorgio Pitacco
Giorgio Marco Pitacco (Pirano, 25 aprile 1866 – Trieste, 25 agosto 1945) è stato un politico italiano.
Fu senatore del Regno d'Italia a vita dalla XXVI legislatura in poi.

## Biografia
Si laureò in Giurisprudenza all'Università di Graz. 
Deputato al Parlamento di Vienna, nel 1914 fu cofondatore dell'Associazione fra gli italiani irredenti.
Sindaco di Trieste dal 17 febbraio 1922 al 20 luglio 1926, mantenne l'incarico di Podestà di Trieste dal 10 maggio 1928 al 21 ottobre 1933.
Nel dicembre 1938 fu nominato Ministro di Stato.
Massone, fu membro della loggia romana "Propaganda massonica" del Grande Oriente d'Italia.